# كارلوس إدموندو دي أوري
كارلوس إدموندو دي أوري (بالإنجليزية: Carlos Edmundo de Ory)‏ (27 أبريل 1923 في قادس - 11 نوفمبر 2010 ) شاعر، وكاتب من إسبانيا.

## الجوائز
- الابن الأعز لمحافظة قادس  [لغات أخرى]‏